# Jonas Kondrotas
Jonas Kondrotas (* 15. August 1943 in Užugulbinė, Rajongemeinde Biržai; † 28. Januar 2022) war ein litauischer Agronom, Politiker der Rajongemeinde Kėdainiai, ehemaliger Vizeminister für Landwirtschaft.

## Leben
1971 absolvierte er das Diplomstudium der Agronomie an der Lietuvos žemės ūkio akademija.
Er war Generaldirektor und Vorstandsmitglied von AB „Kėdainių grūdai“, 2005 stellvertretender Landwirtschaftsminister Litauens, 2006 Berater des Leiters der Tierarztinspektion Litauens.  Von 2007 bis 2011 war er Mitglied im Rat von Kėdainiai und von 2011 bis 2012 Mitglied im Seimas. Seit 2008 war er Rentner. Er leitete die Gemeinde Labūnava.
Seit 2004 war er Mitglied der Darbo partija. 